# Drag Race Philippines (seconda edizione)
La seconda edizione di Drag Race Philippines è andata in onda nelle Filippine dal 2 agosto al 4 ottobre 2023 sulla piattaforma streaming HBO Go.
L'11 luglio 2023 vengono annunciate le dodici concorrenti, provenienti da tutte le Filippine, che hanno l'obiettivo di essere incoronate come la prossima Philippines' Next Drag Superstar.
Captivating Katkat, vincitrice dell'edizione, ha guadagnato come premio 1000000 ₱, una fornitura di un anno di cosmetici della Anastasia Beverly Hills, una corona e uno scettro di Fierce Drag Jewels.

## Concorrenti
Le dodici concorrenti che prendono parte al reality show sono:
| Concorrente           | Vero nome                   | Età | Città                             | Posizionamento |
| --------------------- | --------------------------- | --- | --------------------------------- | -------------- |
| Captivating Katkat    | Katkat Dasalla              | 42  | Santa Maria – Ilocos Sur          | Vincitrice     |
| Arizona Brandy        | Genesis Brillantes Vijandre | 25  | Makati – Metro Manila             | 2º posto       |
| Bernie                | Bernie Barrantes            | 35  | Mandaluyong – Metro Manila        | 3º/4º posto    |
| M1ss Jade So          | Jade Rhian So               | 23  | Marikina – Metro Manila           | 3º/4º posto    |
| Hana Beshie           | AJ Asi                      | 24  | Cagayan de Oro – Misamis Oriental | 5º/6º posto    |
| ØV Cünt               | Nicolas B. Pangilinan III   | 24  | Rosario – Cavite                  | 5º/6º posto    |
| DeeDee Marié Holliday |                             | 39  | Tayabas – Quezon                  | 7º posto       |
| Matilduh              | Matthew Angelo Lahoz Filart | 24  | Vigan – Ilocos Sur                | 8º posto       |
| Veruschka Levels      | Ginno Alducente             | 36  | Hong Kong – Cina                  | 9º posto       |
| Tiny DeLuxe           | Jaymer Frank Palma          | 22  | Pasig – Metro Manila              | 10º posto      |
| Astrid Mercury        |                             | 29  | Mandaluyong – Metro Manila        | 11º/12º posto  |
| Nicole Pardaux        |                             | 37  | Cebu – Cebu                       | 11º/12º posto  |

1. ↑  Astrid Mercury e Nicole Pardaux hanno gareggiato in due episodi separati e quindi, entrambe sono state le prime a tornare a casa nei rispettivi episodi.

## Tabella eliminazioni
| Ordine | Episodi  | Episodi   | Episodi   | Episodi   | Episodi  | Episodi | Episodi | Episodi | Episodi | Episodi            |
| Ordine | 1        | 2         | 3         | 4         | 5        | 6       | 7       | 8       | 9       | 10                 |
| ------ | -------- | --------- | --------- | --------- | -------- | ------- | ------- | ------- | ------- | ------------------ |
| 1      | Arizona  | Bernie    | Veruschka | Katkat    | DeeDee   | Katkat  | Bernie  | ØV      | Jade    | Captivating Katkat |
| 2      | Jade     | DeeDee    | DeeDee    | Arizona   | Bernie   | Bernie  | ØV      | Arizona | Bernie  | Arizona Brandy     |
| 3      | Katkat   | ØV        | Hana      | ØV        | Katkat   | Hana    | Arizona | Hana    | Katkat  | Bernie             |
| 4      | Matilduh | Veruschka | Jade      | Jade      | ØV       | ØV      | Hana    | Jade    | Arizona | M1ss Jade So       |
| 5      | Tiny     | Hana      | Matilduh  | Hana      | Arizona  | Arizona | Jade    | Bernie  | Hana    |                    |
| 6      |          |           | ØV        | Bernie    | Hana     | Jade    | Katkat  | Katkat  | ØV      |                    |
| 7      |          |           | Bernie    | DeeDee    | Jade     | DeeDee  |         |         |         |                    |
| 8      |          |           | Katkat    | Matilduh  | Matilduh |         |         |         |         |                    |
| 9      |          |           | Arizona   | Veruschka |          |         |         |         |         |                    |
| 10     |          |           | Tiny      |           |          |         |         |         |         |                    |
| 11     | Nicole   | Astrid    |           |           |          |         |         |         |         |                    |
| 12     | Nicole   | Astrid    |           |           |          |         |         |         |         |                    |

Legenda:
     La concorrente ha vinto la gara
     La concorrente è arrivata in finale ma non ha vinto la gara
     La concorrente è arrivata in finale, ma è stato eliminata
     La concorrente ha vinto la puntata
     La concorrente figura tra le prime, si è esibita in playback ma ha perso
     La concorrente figura tra le prime ma non ha vinto la puntata
     La concorrente è salva ed accede alla puntata successiva (l'ordine di chiamata è casuale)
     La concorrente figura tra le ultime ma non ed è a rischio eliminazione
     La concorrente figura tra le ultime 2 ed è a rischio eliminazione
     La concorrente è stata eliminata

## Giudici
- Paolo Ballesteros
- Jiggly Caliente
- KaladKaren
- Rajo Laurel
- BJ Pascual
- Jon Santos

### Giudici ospiti
- Almira & Mylene Cercado
- Celina & Irene Cercado
- Anne Curtis
- Gloria Diaz
- Pangina Heals
- Kim Molina
- Tessa Prieto
- Bretman Rock
- Maricel Soriano

## Special guest
- RuPaul
- Moophs
- Cecile Martinez
- Norvina
- Fifth Solomon
- Nuyong Revlon
- Lady Morgana
- Precious Paula Nicole

## Riassunto episodi

### Episodio 1 –Grand Opening Part 1
Il primo episodio della seconda edizione filippina si apre con l'ingresso di sei delle dodici concorrenti nell'atelier. La prima a entrare è Arizona Brandy, l'ultima è M1ss Jade So. Paolo Ballesteros fa il suo ingresso annunciando l'inizio di una nuova edizione dando il benvenuto alle prime concorrenti, spiegando loro che la grande apertura di quest'edizione sarà divisa in due parti.
- La mini sfida: le concorrenti devono posare per un servizio fotografico dove dovranno posare con una tarantola sopra il loro volto. La vincitrice della mini sfida è Matilduh.
- La sfida principale: le concorrenti devono scrivere, produrre e coreografare un numero da girl group. Avendo vinto la mini sfida, Matilduh ha possibilità di scegliere il suo posto nell'ordine d'esibizione. Una volta scritto il pezzo, ogni gruppo va nella sala registrazione, dove Almira & Mylene Cercado, insieme al produttore Moophs, danno loro consigli e aiuto per la registrazione del pezzo. Successivamente il gruppo raggiunge il palco principale per organizzare la coreografia.

| Concorrenti        | Nome girl group | Brano della performance     |
| ------------------ | --------------- | --------------------------- |
| Arizona Brandy     | Pak Girls       | "BOOGSH!" (Pak Girls Remix) |
| Captivating Katkat | Pak Girls       | "BOOGSH!" (Pak Girls Remix) |
| M1ss Jade So       | Pak Girls       | "BOOGSH!" (Pak Girls Remix) |
| Matilduh           | Pak Girls       | "BOOGSH!" (Pak Girls Remix) |
| Nicole Pardaux     | Pak Girls       | "BOOGSH!" (Pak Girls Remix) |
| Tiny DeLuxe        | Pak Girls       | "BOOGSH!" (Pak Girls Remix) |

Giudici ospiti della puntata sono Almira & Mylene Cercado. Il tema della sfilata è Feather You Like It or Not!, dove le concorrenti devono sfoggiare un abito con delle piume. Durante i giudizi viene chiesto alle concorrenti, chi secondo loro merita di essere eliminata. Dopo la sfilata e le critiche dei giudici, Paolo Ballesteros dichiara Tiny DeLuxe e Nicole Pardaux le peggiori, mentre Arizona Brandy è la migliore della puntata.
- L'eliminazione: Tiny DeLuxe e Nicole Pardaux vengono chiamate ad esibirsi con la canzone Here We Go delle 4th Impact. Tiny DeLuxe si salva, mentre Nicole Pardaux viene eliminata dalla competizione.

### Episodio 2 –Grand Opening Part 2
Il secondo episodio della seconda edizione filippina si apre con l'ingresso delle ultime sei delle dodici concorrenti nell'atelier. La prima a entrare è DeeDee Marié Holliday, l'ultima è ØV Cünt. Paolo Ballesteros fa il suo ingresso annunciando l'inizio di una nuova edizione dando il benvenuto alle concorrenti, spiegando loro che la grande apertura di quest'edizione sarà divisa in due parti. 
- La mini sfida: le concorrenti devono posare per un servizio fotografico dove dovranno posare con un pitone sopra il loro corpo. La vincitrice della mini sfida è Veruschka Levels.
- La sfida principale: le concorrenti devono scrivere, produrre e coreografare un numero da girl group. Avendo vinto la mini sfida, Veruschka ha possibilità di scegliere il suo posto nell'ordine d'esibizione. Una volta scritto il pezzo, ogni gruppo va nella sala registrazione, dove Celina & Irene Cercado, insieme al produttore Moophs, danno loro consigli e aiuto per la registrazione del pezzo. Successivamente il gruppo raggiunge il palco principale per organizzare la coreografia.

| Concorrenti           | Nome girl group  | Brano della performance            |
| --------------------- | ---------------- | ---------------------------------- |
| Astrid Mercury        | Vlyungangühveoux | "BOOGSH!" (Vlyungangühveoux Remix) |
| Bernie                | Vlyungangühveoux | "BOOGSH!" (Vlyungangühveoux Remix) |
| DeeDee Marié Holliday | Vlyungangühveoux | "BOOGSH!" (Vlyungangühveoux Remix) |
| Hana Beshie           | Vlyungangühveoux | "BOOGSH!" (Vlyungangühveoux Remix) |
| ØV Cünt               | Vlyungangühveoux | "BOOGSH!" (Vlyungangühveoux Remix) |
| Veruschka Levels      | Vlyungangühveoux | "BOOGSH!" (Vlyungangühveoux Remix) |

Giudici ospiti della puntata sono Celina & Irene Cercado. Il tema della sfilata è Fringe with Benefits, dove le concorrenti devono sfoggiare un abito con delle frange. Durante i giudizi viene chiesto alle concorrenti, chi secondo loro merita di essere eliminata. Dopo la sfilata e le critiche dei giudici, Paolo Ballesteros dichiara Astrid Mercury e Hana Beshie le peggiori, mentre Bernie è la migliore della puntata.
- L'eliminazione: Astrid Mercury e Hana Beshie vengono chiamate ad esibirsi con la canzone Unleash the Diva delle 4th Impact. Hana Beshie si salva, mentre Astrid Mercury viene eliminata dalla competizione. Le concorrenti fanno ritorno nell'atelier dove ad attenderle ci sono le concorrenti dell'episodio precedente.

### Episodio 3 –Who Wore It Bettah?
Il terzo episodio si apre con la scena conclusiva dell'episodio precedente, con l'incontro di tutte le concorrenti nell'atelier per la prima volta, dove parlano delle varie eliminazioni e delle concorrenti ancora in gara. Il giorno successivo nell'atelier si discute su quale gruppo sarà migliore durante la competizione.
- La mini sfida: le concorrent devono ballare vestite da nonnine per poi, divise in coppie, sfidarsi al gioco del Newspaper Dance, una versione locale delle sedie musicali. La vincitrice della mini sfida è Matilduh.
- La sfida principale: le concorrenti, divise in coppie in base alla puntata d'ingresso, devono creare degli outfit di coppia usando i materiali e tessuti che troveranno in delle scatole a tema delle varie festività celebrate nelle Filippine. Avendo vinto la mini sfida, Matilduh ha possibilità di formare le coppie, oltre ad assegnare le varie scatole alle coppie. Matilduh e ØV useranno la valigia a tema Halloween, Arizona e Veruschka quella a tema compleanno, DeeDee e KatKat hanno quella a tema San Valentino, Bernie e Jade invece quella a tema Natale ed, infine, Hana e Tiny avranno la cassa a tema Fiesta.

Giudice ospite della puntata è Tessa Prieto. Il tema della sfilata è Who Wore It Bettah?, dove le coppie devono presentare gli outfit appena creati. Dopo la sfilata, Paolo Ballesteros dichiara DeeDee, Veruschka, Hana, Matilduh e Jade salve, con Veruschka Levels che viene proclamata la migliore della puntata, mentre le altre concorrenti sono a rischio eliminazione. Arizona Brandy e Tiny DeLuxe sono le peggiori della puntata.
- L'eliminazione: Arizona Brandy e Tiny DeLuxe vengono chiamate ad esibirsi con la canzone Kitty Girl di RuPaul. Arizona Brandy si salva, mentre Tiny DeLuxe viene eliminata dalla competizione.

### Episodio 4 –Snatch Game KNB?
Il quarto episodio si apre con le concorrenti che rientrano nell'atelier dopo l'eliminazione di Tiny, con alcune che risentono ancora della tensione a causa dei vari diverbi avvenuti nel precedente Untucked. Successivamente le concorrenti si complimentano con Veruschka per la sua vittoria, anche se alcune affermano che Jade doveva essere la migliore della puntata.
- La mini sfida: le concorrenti prendono parte al gioco del tinikling, con lo scopo di superare più turni possibili. La vincitrice della mini sfida è Matilduh.
- La sfida principale: le concorrenti prendono parte alla sfida più attesa in ogni edizione dello show, lo Snatch Game. Jon Santos e Kim Molina sono i concorrenti del gioco. Le concorrenti devono scegliere una celebrità e impersonarla per l'intero gioco, con lo scopo di essere il più divertenti possibili. Paolo Ballesteros ritorna nell'atelier per vedere quali personaggi sono stati scelti, inoltre, aiuta le concorrenti con vari consigli per dare il meglio nel gioco. Come già accaduto in varie versioni internazionali, una concorrente si presenta con due impersonificazioni, infatti DeeDee, incomincia il gioco impersonando Meryl Streep per poi cambiare durante il gioco con Jennifer Coolidge. Le celebrità scelte dalle concorrenti sono state:

| Concorrenti           | Celebrità impersonata          |
| --------------------- | ------------------------------ |
| Arizona Brandy        | Adele                          |
| Bernie                | Madame Inutz                   |
| Captivating Katkat    | Joy Belmonte                   |
| DeeDee Marié Holliday | Meryl Streep/Jennifer Coolidge |
| Hana Beshie           | Jessica Soho                   |
| M1ss Jade So          | Queen Dura                     |
| Matilduh              | Sassa Gurl                     |
| ØV Cünt               | Zenaida Seva                   |
| Veruschka Levels      | Dionisia Pacquiao              |

Giudice ospite della puntata è Kim Molina. Il tema della sfilata è Uuh-La-Lam Realness, dove le concorrenti devono sfoggiare un abito ispirato ad un piatto tipico della gastronomia filippina. Paolo Ballesteros dichiara Jade, Hana e Bernie salve e lascia le altre concorrenti sul palco per le critiche. DeeDee Marié Holliday, Matilduh e Veruschka Levels sono le peggiori, mentre Captivating Katkat è la migliore della puntata.
- L'eliminazione: DeeDee Marié Holliday, Matilduh e Veruschka Levels vengono chiamate ad esibirsi con la canzone Bongga Ka 'Day di Kim Molina. DeeDee Marié Holliday e Matilduh si salvano, mentre Veruschka Levels viene eliminata dalla competizione.

### Episodio 5 –Sirena: The Rusical
Il quinto episodio si apre con le concorrenti che rientrano nell'atelier dopo l'eliminazione di Veruschka, con DeeDee e Matilduh grate ma, al tempo stesso, sconvolte di essere sopravvissute al primo lip sync a tre della storia dell'edizione filippina del programma. Intanto DeeDee è molto amareggiata visto il suo percorso in costante discesa.
- La mini sfida: le concorrenti prendono parte al gioco delle sedie, con l'obiettivo di superare il maggior numero di round possibile. La vincitrice della mini sfida è Captivating Katkat.
- La sfida principale: le concorrenti prendono parte a un musical ispirato a La sirenetta,  in cui ogni concorrente avrà il ruolo di un personaggio ispirato da uno proveniente dall'omonima pellicola. Avendo vinto la mini sfida, Katkat ha la possibilità di scegliere il suo ruolo da interpretare. Durante l'assegnazione dei ruoli, si vengono a creare delle tensioni fra alcune delle concorrenti che vogliono interpretare lo stesso personaggio. Paolo Ballesteros ritorna nell'atelier per vedere come procedono i preparativi della sfida ed offre consigli su come eccellere in un musical. Successivamente le concorrenti incontrano la coreografa Cecile Martinez, con il quale organizzano la coreografia. I personaggi interpretati dalle concorrenti sono stati:

| Concorrenti           | Personaggio impersonato |
| --------------------- | ----------------------- |
| Arizona Brandy        | Pia                     |
| Bernie                | Tampalpuke              |
| Captivating Katkat    | Sirena                  |
| DeeDee Marié Holliday | Tiya Pusit              |
| Hana Beshie           | Queen Tritona           |
| M1ss Jade So          | Princess Erica          |
| Matilduh              | Catriona                |
| ØV Cünt               | Labastyan               |

Giudice ospite della puntata è Anne Curtis. Il tema della sfilata è The Shoooes!, dove le concorrenti devono sfoggiare un abito con un paio di scarpe fuori dal comune. Paolo Ballesteros dichiara Arizona e Hana salve e lascia le altre concorrenti sul palco per le critiche. M1ss Jade So e Matilduh sono le peggiori, mentre DeeDee Marié Holliday è la migliore della puntata.
- L'eliminazione: M1ss Jade So e Matilduh vengono chiamate ad esibirsi con la canzone Gusto Ko Nang Bumitaw di Morissette. M1ss Jade So si salva, mentre Matilduh viene eliminata dalla competizione.

### Episodio 6 –Dramarama Mama!
Il sesto episodio si apre con le concorrenti che rientrano nell'atelier dopo l'eliminazione di Matilduh, con DeeDee al settimo cielo per la sua prima vittoria e per il suo riscatto nella competizione.
- La mini sfida: le concorrenti devono pescare a sorte un pupazzo che rappresenti una delle altri concorrenti, metterlo in drag e fare un siparietto comico imitando l'altra concorrente. La vincitrice della mini sfida è Hana Beshie.
- La sfida principale: le concorrenti devono recitare nella telenovela Pangako Sa'Yo, Mula sa Puso... Magkaribal sa Dulo ng Walang Hanggan ng Kadenang Ginto... Two Gives!. Avendo vinto la mini sfida, Hana ha la possibilità di assegnare i ruoli da interpretare. Durante l'assegnazione dei ruoli, si vengono a creare delle tensioni fra alcune delle concorrenti che vogliono interpretare lo stesso personaggio. Poco dopo le concorrenti raggiungono Paolo Ballesteros e Maricel Soriano, che aiuteranno a dirigere la telenovela.

| Concorrenti           | Personaggio impersonato |
| --------------------- | ----------------------- |
| Arizona Brandy        | Madame Eva Le Quickie   |
| Bernie                | Marla                   |
| Captivating Katkat    | Barda                   |
| DeeDee Marié Holliday | Charing                 |
| Hana Beshie           | Susan Pabrika           |
| M1ss Jade So          | Carla                   |
| ØV Cünt               | Sister Marites          |

Giudice ospite della puntata è Maricel Soriano. Il tema della sfilata è Can I Get an Alien?, dove le concorrenti devono sfoggiare un abito che rappresenta una loro versione aliena. Paolo Ballesteros dichiara ØV salva e lascia le altre concorrenti sul palco per le critiche. DeeDee Marié Holliday e M1ss Jade So sono le peggiori, mentre Captivating Katkat è la migliore della puntata.
- L'eliminazione: DeeDee Marié Holliday e M1ss Jade So vengono chiamate ad esibirsi con la canzone I Bring the Beat di RuPaul. M1ss Jade So si salva, mentre DeeDee Marié Holliday viene eliminata dalla competizione.

### Episodio 7 –Twinning: The Shequel
Il settimo episodio si apre con le concorrenti che rientrano nell'atelier dopo l'eliminazione di DeeDee, con Hana triste della sua uscita poiché, nonostante il litigio avvenuto durante il precedente Untucked, era la persona con cui aveva legato di più. Successivamente Jade afferma che è pronta a dimostrare tutte le sue qualità per evitare di finire di nuovo tra le peggiori.
- La mini sfida: le concorrenti devono realizzare un trucco completo in 5 minuti, per poi prendere parte ad un servizio fotografico. La vincitrice della mini sfida è Bernie.
- La sfida principale: le concorrenti devono fare un make-over, cioè truccare e preparare alcuni membri dei Golden Gays, un'organizzazione no-profit a supporto delle persone anziane LGBT+, per farli diventare simili in drag. Avendo vinto la puntata precedente, Bernie può formare le coppie. Durante la preparazione della sfida, le concorrenti e gli anziani si confrontano tra loro su diverse questioni, come ad esempio come gli anziani hanno avuto molte difficoltà nelle loro vite a causa della loro omosessualità, oppure su come le concorrenti devono costantemente dare il massimo per essere accettate nella società.

| Concorrente        | Golden Gay (Nome Reale)  | Età | Golden Gay (Nome in Drag) |
| ------------------ | ------------------------ | --- | ------------------------- |
| Arizona Brandy     | Noelito "Madonna" Munier | 93  | Tequila Sunrise           |
| Bernie             | Divine "Amparing" Amparo | 62  | Amparing                  |
| Captivating Katkat | Evangeline Pascual       | 71  | Captivating Meowmeow      |
| Hana Beshie        | Cherry Pie Picache       | 60  | Mitsu Beshie              |
| M1ss Jade So       | Tricia Javier            | 47  | M1ss Chloe Larosu So      |
| ØV Cünt            | Carmen Dela Rue          | 87  | Carmen Dela Rue           |

Giudice ospite della puntata è Gloria Diaz. Il tema della sfilata è Twinning: The Shequel, dove le concorrenti e gli anziani devono sfoggiare dei look simili, che rappresenti la loro famiglia drag. Visto l'ottimo lavoro di tutte le concorrenti, Paolo Ballesteros annuncia che non ci sarà nessuna eliminazione e che le due concorrenti con il punteggio più alto si sfideranno in un playback della vittoria per decretare la migliore della puntata. ØV Cünt e Bernie vengono nominate le migliori della sfida.
- Il playback della vittoria: ØV Cünt e Bernie vengono chiamate ad esibirsi con la canzone A Little Kiss, a Little Hug di Vernie Varga. Bernie viene dichiarata vincitrice del playback e, inoltre, viene proclamata anche la migliore della puntata.

### Episodio 8 –Branding-Ding-Ding!
L'ottavo episodio si apre con le concorrenti che rientrano nell'atelier dopo il playback della vittoria, con Bernie al settimo cielo per aver vinto il primo Lipsync for the Win nella storia dell'edizione filippina. Il giorno successivo nell'atelier, le concorrenti discutono su come si svolgeranno le prossime eliminazioni.
- La mini sfida: le concorrenti devono "leggersi" a vicenda, ovvero dirsi qualcosa di cattivo l'un l'altra in modo scherzoso, usando inoltre uno stile da rapper. La vincitrice della mini sfida è Arizona Brandy.
- La sfida principale: le concorrenti dovranno ideare, realizzare e produrre uno spot commerciale per promuovere il proprio flacone di shampoo. Paolo Ballesteros ritorna nell'atelier per vedere come procedono i preparativi della sfida ed offre consigli su come eccellere in una sfida di marketing. Dopo aver scritto il copione, le concorrenti raggiungono Fifth Solomon, che aiuterà a produrre gli spot nel ruolo di regista.

| Concorrente        | Shampoo realizzato                   |
| ------------------ | ------------------------------------ |
| Arizona Brandy     | Lasing-Alis Shampoo                  |
| Bernie             | Heme Heme Shampoo                    |
| Captivating Katkat | Captivating Butterfly 3-in-1 Shampoo |
| Hana Beshie        | Beshie Beshie Shampoo with Freebies  |
| M1ss Jade So       | LandisuSo Shampoo                    |
| ØV Cünt            | Shampøøtang Ina                      |

Giudice ospite della puntata è Pangina Heals. Il tema della sfilata è Rainbow Runway Realness, dove le concorrenti devono sfoggiare un abito con i colori della bandiera arcobaleno. Dopo la sfilata e le critiche dei giudici, Paolo Ballesteros dichiara Captivating Katkat e Bernie le peggiori, mentre ØV Cünt è la migliore della puntata.
- L'eliminazione: Captivating Katkat e Bernie vengono chiamate ad esibirsi con la canzone The Power di Ann Raniel. Dopo un'esibizione fantastica da parte di entrambe, Paolo Ballesteros annuncia che sia Captivating Katkat sia Bernie sono salve e che nessuna verrà eliminata.

### Episodio 9 –The Main Event
Il nono episodio si apre con le concorrenti che rientrano nell'atelier dopo la mancata eliminazione, ancora scosse dagli eventi della puntata precedente, tra l'esibizione di Bernie e Katkat e la penalità ricevuta da Jade durante le critiche. Il giorno successivo nell'atelier, le concorrenti fanno il calcolo delle vittorie di tutte, e discutono su chi sarà la prossima eliminata prima della proclamazione delle finaliste.
- La sfida principale: le concorrenti devono cantare, ballare ed esibirsi dal vivo sulla canzone di RuPaul, Main Event e poi devono prendere parte ad un'intervista con Paolo Ballesteros e KaladKaren.

Mentre si stanno preparando per la sfida, a una ad una le concorrenti prendono parte all'intervista con Paolo Ballesteros e KaladKaren che pongono domande sulla loro esperienza in questa edizione di Drag Race Philippines.
Giudice ospite della puntata è Bretman Rock. Il tema della sfilata è Doble-Kara Extravaganza, dove le concorrenti devono sfoggiare un outfit a metà che rappresentasse un lato maschile ed un lato femminile. Durante i giudizi viene chiesto alle concorrenti, perché meritano di essere incoronate la vincitrice ed ottenere il titolo di prossima Drag Superstar filippina. Dopo la sfilata e le critiche dei giudici, Paolo Ballesteros dichiara Arizona Brandy, Hana Beshie e ØV Cünt le peggiori della puntata, mentre M1ss Jade So è la migliore della puntata ed accede alla finale, Bernie e Captivating Katkat si salvano ed accedono alla finale.
- L'eliminazione: Arizona Brandy, Hana Beshie e ØV Cünt vengono chiamate ad esibirsi con la canzone Dati di Sam Concepcion e Tippy Dos Santos ft. Quest. Arizona Brandy si salva ed accede alla finale, mentre Hana Beshie e ØV Cünt vengono eliminate dalla competizione.

### Episodio 10 –Grand Finale
Il decimo ed ultimo episodio di quest'edizione si apre con le concorrenti precedentemente eliminate che si esibiscono con Paolo Ballesteros sulla canzone On the Right Track di Martin Nievera. Dopodiché le quattro finaliste, dopo aver sfilato nelle categorie Wild Life Couture Extravaganza, My Precious Stones Fantasy e Your Best Drag Eleganza, devono esibirsi in playback chiamati Lipsync For The Crown in cui due concorrenti dovranno scontrarsi in un playback ed, alla fine, le concorrenti che hanno superato i playback iniziali dovranno esibirsi in un playback finale e da lì sarà proclamata la vincitrice della stagione. Queste esibizioni saranno decise da una ruota della fortuna, dove due concorrenti saranno scelte nel competere nel primo round, mentre quelle non scelte dovranno esibirsi fra di loro nel secondo playback.
Prima del torneo finale, viene eletta la Miss Congeniality dell'edizione che, come accade nella versione statunitense, è stata scelta dalle concorrenti stesse. A vincere il titolo è stata Hana Beshie.
La ruota dei playback sceglie il nome di Katkat e Bernie, quindi Arizona e Jade si sfideranno insieme nel secondo playback. Captivating Katkat e Bernie si esibiscono in playback con la canzone Just What They Want di RuPaul. Captivating Katkat riesce a passare alla sessione finale, mentre Bernie viene eliminata. Arizona Brandy e M1ss Jade So si esibiscono in playback con la canzone Who Is She? di RuPaul. Alla fine dell'esibizione Arizona Brandy riesce a passare alla sessione finale, mentre M1ss Jade So viene eliminata.
Nel duello finale, si scontrano Captivating Katkat e Arizona Brandy con la canzone Kapangyarihan delle iDolls. Dopo l'esibizione, Paolo Ballesteros dichiara Captivating Katkat vincitrice della seconda edizione di Drag Race Philippines.